# Thermes romains d'Aix-en-Provence
Pour les articles homonymes, voir Sextius.
Les thermes romains d'Aix-en-Provence sont un ensemble de vestiges romains d'établissements thermaux disséminés dans l'actuelle ville d'Aix-en-Provence (département des Bouches-du-Rhône).

## Origine

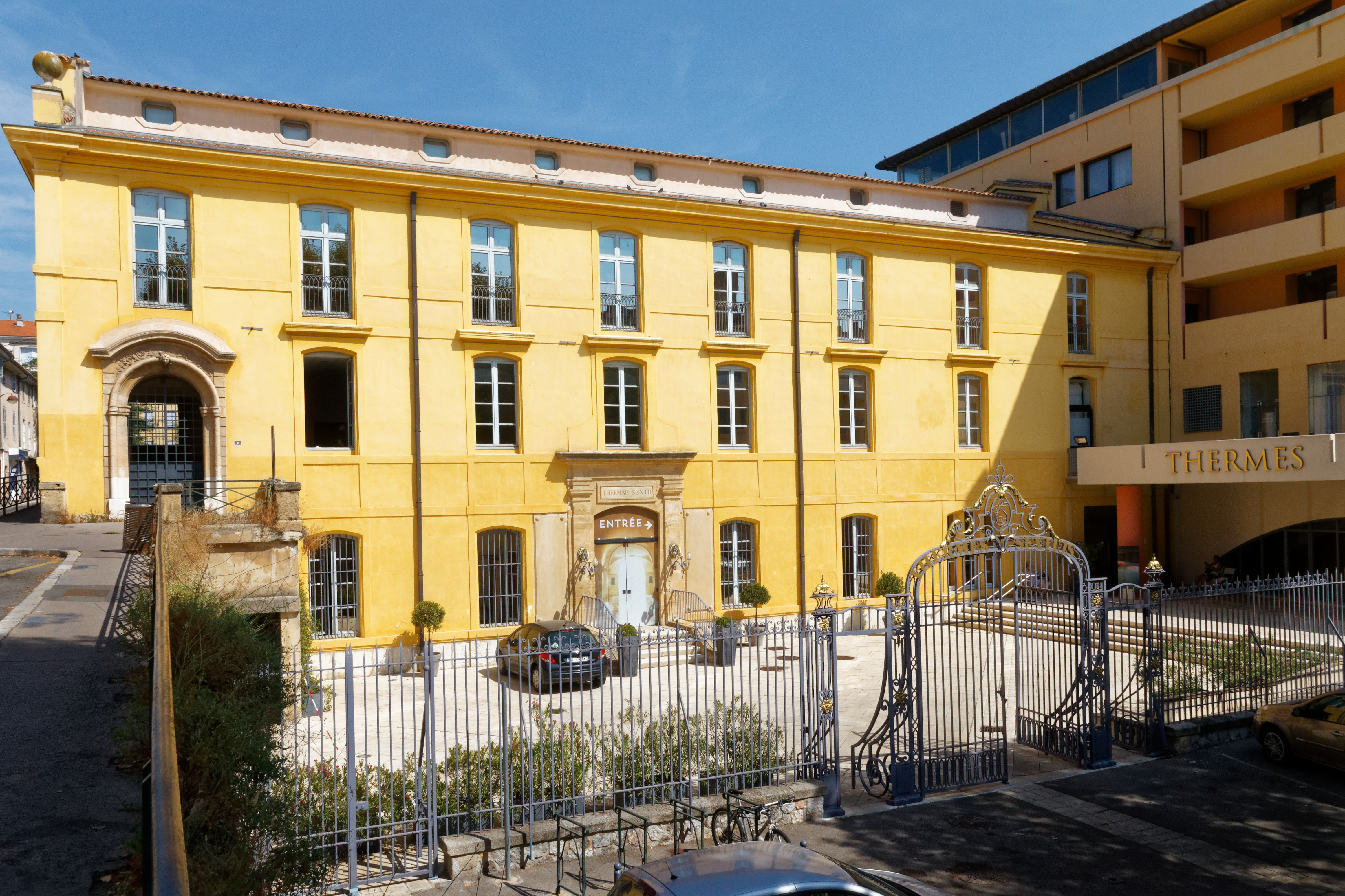
Entrée des thermes d'Aix-en-Provence sur le cours Sextius, ancien quartier de l'Observance.

Les eaux chaudes d'Aquae Sextiae (les « Eaux de Sextius ») sont connues de plusieurs historiens de l'Antiquité et notamment Strabon, Pline et Tite Live. L'utilisation de ces eaux est probablement postérieure à la fonction thermale d'une autre cité romaine de la région, Glanum.
Les établissements thermaux semblent avoir été nombreux à Aix-en-Provence. Les archéologues soupçonnent l'existence de vestiges à plusieurs endroits de la ville :
- le plus ancien, dit « Grenier » se situerait près du Palais et serait alimenté par la source dite des Bagniers (celle qui alimente la fontaine d'eau chaude du cours Mirabeau), même si l'archéologie n'a pu en confirmer l'existence.
- la rue des Étuves, près de la source de l'Observance : on a identifié une piscine pouvant accueillir quarante personnes. Ce sont des caves éclairées par des soupiraux. Malgré la présence de bancs latéraux, il est difficile de savoir à quoi servait cette construction. Peut-être s'agirait-il d'une citerne[1].
- l'établissement thermal actuel n'a conservé qu'une piscine voûtée d'époque romaine, munie de bancs latéraux.

## Les thermes d'Aix

### Les thermes de l'Observance

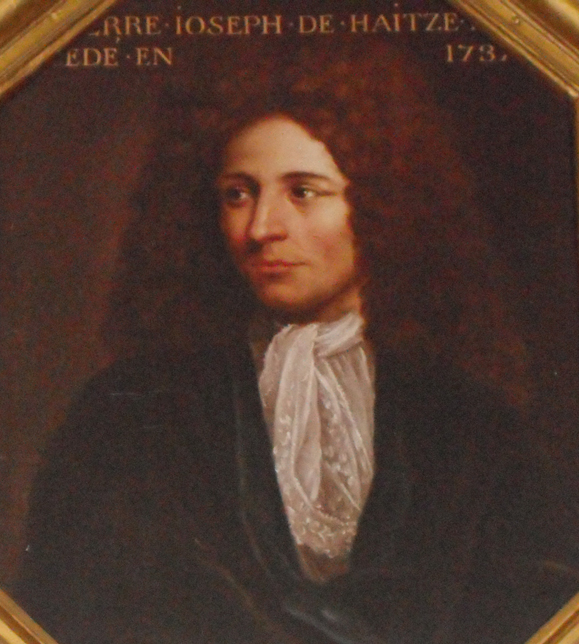
Portrait de Pierre-Joseph de Haitze, salle des États de Provence, Aix-en-Provence.

L'identification de ce site, où se trouvent les thermes modernes d'Aix-en-Provence, dans la partie haute du cours Sextius, s'est faite en plusieurs étapes. En 1705, le médecin-historien aixois Honoré-Maria Lauthier affirme que les Romains, « ayant découvert la grande source de ces eaux qu'on voit à présent au-dessous du couvent de l'Observance, ils firent bâtir en ce lieu de plus grands et de plus magnifiques bains, ce qu'on a reconnu à l'étendue des vieux fondements qu'on en a déterrés depuis environ une année. » La découverte archéologique daterait donc de 1704. Une année qu'Étienne Garcin confirme dans son Dictionnaire de la Provence : « [Les eaux] n'ont été retrouvées qu'en 1704, en enlevant les décombres d'une vieille maison. Non seulement, on découvrit une source d'eau chaude qui sortait à gros bouillon, mais encore des bains dont les dimensions montraient assez qu'ils avaient été publics. » C'est sur ces fondements que sont alors érigés les nouveaux thermes de la ville et on érige une rotonde pour protéger la source et la rendre accessible gratuitement aux pauvres qui viennent y faire leurs ablutions ou y boire.

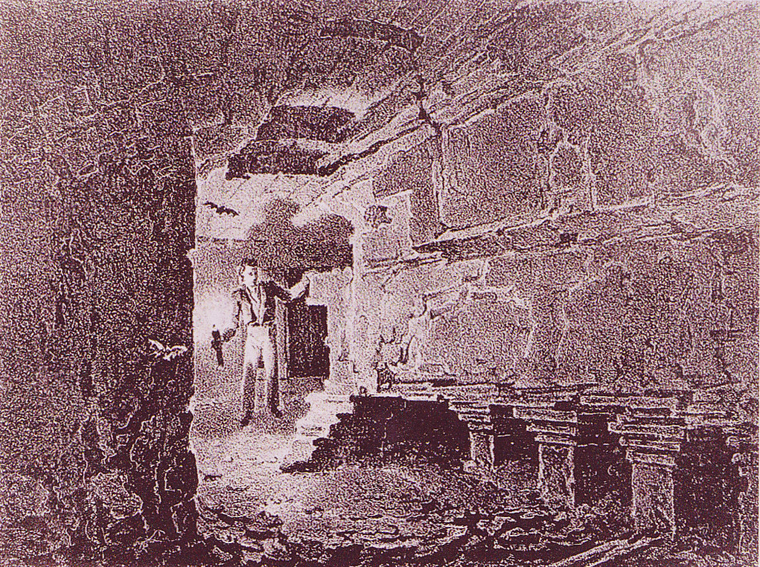
Intérieur des bains d'Aix-en-Provence, lithographie XIXe siècle.

Si la présence de thermes, ou d'« étuves », est attestée dans le quartier de l'Observance au Moyen Âge, plusieurs historiens aixois, au nombre desquels Pierre-Joseph de Haitze, n'hésitent pas à faire remonter leur origine à l'Antiquité. Les découvertes archéologiques ont confirmé le caractère ancien de cet établissement. De 1704, date de construction des thermes, à nos jours, divers travaux ont engendré des découvertes qui ont permis de mieux connaître l'évolution du site.
Le 23 mars 1705, alors que les thermes sont en construction, les ouvriers découvrent « une pierre froide d'environ 3 pieds de long sur 2 de largeur », soit 58 centimètres sur 89. Trois signes figurent à son dos, qui peuvent se lire : « I. H. C. », abréviations possibles de « Iuvant Hae Conjugiis » (« Ces [eaux] sont utiles aux époux »), de « In Hortorum Custodiam » (« Pour la garde des jardins ») ou de « Jucundo Hortorum Custodi ».
En 1770, Alexandre de Fauris de Saint-Vincens signale que des parties de murailles ont été trouvées au sud des thermes actuels.  Le Dr Sallier fait la description de sa visite des thermes découverts en 1803 dans le quartier de l'Observance : « C'est à l'aide d'une lampe sépulcrale, en entrant à droite, par la rue des Étuves, du côté de la rue des Cordeliers, dans la maison du sieur Belliard que nous sommes descendus dans une espèce de cave très obscure qui précède l'entrée du bain. Au premier aspect il nous a été facile de reconnaître une construction romaine ; la coupe des pierres, leur arrangement symétrique, la forme sphérique des voûtes, la dureté du mortier, le remplissage confus des murailles maîtresses, tout nous a décelé son origine. »

### Autres sites de thermes
Des bains publics ont également existé au nord et au sud-ouest des thermes actuels. Par contre, la thèse selon laquelle le quartier des Bagniers abritait aussi des bains est infondée, malgré l'affirmation de quelques historiens aixois, comme Alexandre de Fauris de Saint-Vincens qui écrit en 1818 que des bains avaient été construits « à la rue des Bagniers qui en conserva le nom ». Jean Scholastique Pitton (1666) lui, parle d'une « salle de bain », sans en dire plus. La découverte n'a pu être confirmée par l'archéologie moderne.